# Matrimonio igualitario en Bulgaria
El matrimonio igualitario en Bulgaria no es reconocido así como tampoco las uniones civiles. Aunque estos temas se han discutido frecuentemente en los últimos años, la Asamblea Nacional no ha aprobado ninguna ley al respecto. En septiembre de 2023, el Tribunal Europeo de Derechos Humanos ordenó al gobierno que estableciera un marco legal que reconociera las uniones entre personas del mismo sexo.
La Constitución de Bulgaria define el matrimonio como "la unión entre un hombre y una mujer", prohibiendo efectivamente la legalización del matrimonio entre personas del mismo sexo. En Bulgaria sólo los matrimonios civiles están reconocidos por ley.

## Uniones registradas
En 2008 y 2009, hubo numerosos debates en varias cadenas de televisión nacionales sobre el tema de las uniones registradas, con la participación de políticos, líderes religiosos, activistas homosexuales y otros. El gobierno había sugerido que la Asamblea Nacional votara a favor del nuevo Código de Familia, que se suponía incluiría las uniones registradas ( en búlgaro: регистрирано партньорство, registrírano partnjórstvo) que proporciona algunos de los derechos y beneficios del matrimonio. Estas asociaciones no habrían estado abiertas a parejas del mismo sexo; sin embargo, el 16 de julio del 2008, la Comisión para la Protección contra la Discriminación en Bulgaria sugirió que el derecho a las uniones registradas se extendiera también a las parejas del mismo sexo. Posteriormente, la Iglesia Católica anunció su oposición al reconocimiento de las uniones registradas, afirmando que reconocer legalmente las uniones tanto para parejas del mismo sexo como para parejas de diferente sexo "debilitaría" y "pondría en peligro" la institución del matrimonio. Algunos opositores afirmaron además que el Código de Familia legalizaría el incesto y la poligamia, a pesar de que el proyecto de código prohibía explícitamente ambos. El 12 de junio del 2009 se aprobó el nuevo Código de Familia sin disposiciones que reconocieran las uniones registradas ya sea para parejas del mismo sexo o de sexo opuesto.
En 2012 resurgió el debate sobre si el Código de Familia debería reconocer las uniones registradas y proporcionar a las parejas que cohabitan varios derechos disponibles para las parejas casadas, incluido el derecho a adoptar y dar consentimiento para recibir tratamiento médico. Los opositores afirmaron que la legalización de las uniones registradas "debilitaría" la institución del matrimonio y "confundiría" a los niños, mientras que los partidarios argumentaron que protegería a las parejas que optan por no casarse, así como a sus hijos. Según el Instituto Nacional de Estadística, en 2012 alrededor del 59% de los niños búlgaros nacieron de padres solteros.

### Koilova y Babulkovay sus consecuencias
El 5 de septiembre de 2023, el Tribunal Europeo de Derechos Humanos (TEDH) dictaminó en Koilova y Babulkova contra Bulgaria que el gobierno había discriminado injustamente a una pareja del mismo sexo, Darina Koilova y Lilia Babulkova, ciudadanas búlgaras que se habían casado legalmente en el Reino Unido en noviembre del 2016, por negarse a reconocer su matrimonio. La pareja había presentado una demanda en Lyulin, Sofía, en 2017 para que su matrimonio fuera reconocido en Bulgaria. El Tribunal Administrativo de Sofía rechazó su caso en enero del 2018. Sin embargo, un grupo de abogados que representaban a la pareja apeló esa decisión. El Tribunal Supremo Administrativo de Bulgaria confirmó la decisión del tribunal inferior en diciembre de 2019. La pareja emitió la siguiente declaración después del fallo judicial: "La función de la ley es regular las realidades de una sociedad. Nuestra familia es una realidad, y lamento que la Corte Suprema de nuestro país no haya tenido el coraje de admitir este hecho. No reconocer nuestro matrimonio no tiene el poder de romper el vínculo entre nosotras, pero tiene el poder de hacernos la vida mucho más difícil. Es una lástima cuando tu propio país crea dificultades y te hace sentir pequeña e insignificante, y yo lo soy. Seguro que en este sentido mucha gente sabe cómo nos sentimos. Ahora, sin embargo, se acercan las vacaciones y sólo queremos desear que todos las disfruten con sus seres queridos, con calidez y cariño, como lo haremos nosotras".
El caso fue apelado ante el TEDH en 2020, que llevó a cabo alegatos orales el 4 de julio de 2023. El tribunal emitió su decisión el 5 de septiembre, anulando los fallos judiciales anteriores y concluyendo que el gobierno había violado el artículo 8 del Convenio Europeo de Derechos Humanos, que protege el derecho a la vida privada y familiar. El tribunal ordenó al gobierno que estableciera un marco legal que reconociera las uniones entre personas del mismo sexo. Sin embargo, el tribunal también destacó la jurisprudencia existente en Schalk y Kopf contra Austria de que no existe ninguna obligación positiva en virtud de la Convención de reconocer el matrimonio entre personas del mismo sexo. Human Rights Watch emitió una declaración tras la decisión, instando al gobierno a "implementar rápidamente la sentencia del tribunal". La Gran Sala del Tribunal Europeo de Derechos Humanos ya había dictaminado en enero de 2023 en Fedotova y otros contra Rusia que el artículo 8 impone a todos los Estados miembros del Consejo de Europa la obligación positiva de reconocer las parejas del mismo sexo.

## Matrimonio igualitario

### Contexto
La Constitución de Bulgaria prohíbe explícitamente el reconocimiento del matrimonio igualitario. El artículo 46 establece: "El matrimonio será la unión libre entre un hombre y una mujer. Sólo será legal el matrimonio civil". La única manera de legalizar el matrimonio entre personas del mismo sexo en Bulgaria es modificar la Constitución, lo que requiere una mayoría de dos tercios en la Asamblea Nacional en tres ocasiones.

### Sentencia del Tribunal de Justicia Europeo de 2018
El 5 de junio de 2018, el Tribunal de Justicia de la Unión Europea dictaminó que los Estados miembros de la Unión Europea (UE) deben reconocer la libertad de movimiento y los derechos de residencia de los cónyuges del mismo sexo, siempre que uno de los miembros sea ciudadano de la UE. El tribunal dictaminó que los Estados miembros de la UE pueden elegir si permiten o no el matrimonio entre personas del mismo sexo, pero no pueden obstruir la libertad de residencia de un ciudadano de la UE y su cónyuge. Además, el tribunal dictaminó que el término "cónyuge" es neutral en cuanto al género y no implica necesariamente una persona del sexo opuesto.
Citando el fallo, un tribunal de Sofía concedió a una pareja del mismo sexo el derecho de residencia en Bulgaria el 29 de junio de 2018. A la pareja, una mujer australiana y su cónyuge francesa que se casaron en Francia en 2016, se les negó la residencia en Bulgaria en 2017 cuando intentaron renovar su estatus de residencia, que anteriormente les había sido concedido en virtud de una directiva de movilidad de la UE. En enero de 2019, los funcionarios de inmigración búlgaros apelaron la decisión. El 25 de julio de 2019, el Tribunal Administrativo Supremo confirmó el fallo del tribunal inferior. La abogada de la pareja, Denitsa Lyubenova, dijo que la medida podría ser "un primer paso importante hacia la legalización del matrimonio entre personas del mismo sexo en Bulgaria".

## Opinión pública
El Eurobarómetro de 2015 encontró que el 17% de los búlgaros apoyaban el matrimonio entre personas del mismo sexo. Este fue el apoyo más bajo en la Unión Europea, y sólo un cambio del 2% con respecto al Eurobarómetro de 2006, cuando el 15% de los búlgaros expresaron su apoyo al matrimonio entre personas del mismo sexo. El Eurobarómetro de 2019 encontró que el 16% de los búlgaros pensaba que el matrimonio entre personas del mismo sexo debería permitirse en toda Europa, mientras que el 74% estaba en contra.
Una encuesta GLOBSEC realizada en marzo del 2023 mostró que el 21% de los búlgaros apoyaba el matrimonio entre personas del mismo sexo, mientras que el 69% se oponía. El Eurobarómetro de 2023 encontró que el 17% de los encuestados pensaba que el matrimonio entre personas del mismo sexo debería permitirse en toda Europa, mientras que el 75% se oponía. La encuesta también reveló que el 21% de los búlgaros pensaba que "no hay nada malo en una relación sexual entre dos personas del mismo sexo", mientras que el 72% no estaba de acuerdo. Este fue el nivel más bajo de apoyo al matrimonio entre personas del mismo sexo en la Unión Europea.